# Fideos fritos de Shanghái

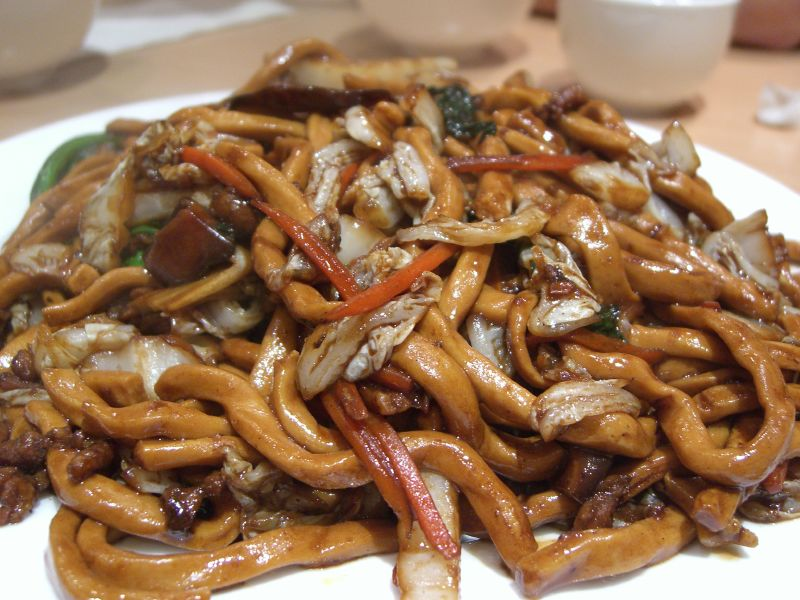
Fideos fritos de Shanghái.

Los fideos fritos de Shanghái son un plato hecho de fideos cu mian que puede encontrarse en la mayoría de mercados de comida chinos. También pueden sustituirse por los famosos fideos japoneses udon. Es un alimento básico de la gastronomía de Shanghái, que suele servirse en los locales de jiaozi.
Los fideos se saltean con recortes de ternera, repollo o espinaca, y cebolla. Los fideos fritos de Shangháis han llegado a los cocineros occidentales, incluyendo el famoso chef Emeril Lagasse.